# Apollo Korzeniowski
Apollo Korzeniowski (21. února 1820, Honoratka u Jampolu – 23. května 1869, Krakov) byl polský vlastenec, spisovatel, básník a dramatik. Byl otcem Józefa Konrada Korzeniowského, anglického spisovatele známého pod jménem Joseph Conrad.

## Životopis
Studoval na univerzitě v Petrohradě. Za krymské války připravoval povstání v týlu ruských bojujících vojsk. V roce 1859 se usadil s rodinou v Žytomyru. Jeho básnické dílo počíná cyklem nábožensko-vlasteneckých básní Dílčí básně (Czyśćcowe Pieśni (1849–1854). Roku 1854 publikoval skandalizující drama Komedie (Komedia), kritické vůči polské šlechtě na Ukrajině. V roce 1858 vydal hru Pro milý groš (Dla miłego grosza). Do polštiny přeložil díla Shakespeara, Alfreda de Vigny, Charlese Dickense a Viktora Huga.
V roce 1861 se účastnil příprav lednového povstání. Ve Varšavě se sblížil s tzv. táborem rudých (obóz czerwonych), navázal spojení s Ignácem Chmieleňským. Korzeniowski byl hlavním organizátorem vlasteneckých manifestací v hlavním městě. Připravoval mj. oslavy výročí lublinské unie a manifestace po pohřbu varšavského arcibiskupa Antonína Fijałkowského. 23. září 1861 řídil bojkot voleb samospráv v tzv. Kongresovce (Kongresové Polsko, ruský zábor Polska). Byl autorem výzvy Bratřím Polákům, Rusínům a Litevcům (Do Braci Polaków, Rusinów i Litwinów), vyhlášené na manifestaci jednoty Republiky obou národů (tzv. Sjezdu v Horodlu) v roce 1861. Po vyhlášení válečného stavu v Polsku byl 17. října 1861 iniciátorem ustavení Městského výboru. V noci na 21. října jej Rusové zatkli a uvěznili ve varšavské Citadele. V květnu 1862 byl odsouzen do vyhnanství do Vologdy, po roce byl přemístěn do Černihiva. Roku 1864 vydal práci Polsko a Moskva (Polska i Moskwa) a esej Studie o dramatismu v Shakespearových dílech (Studia nad dramatycznością w utworach Szekspira). Kvůli špatnému zdraví byl v roce 1868 propuštěn a odjel se synem do Lvova a po roce do Krakova. Pochovaný je na Rakowickém hřbitově v Krakově.

## Fotogalerie

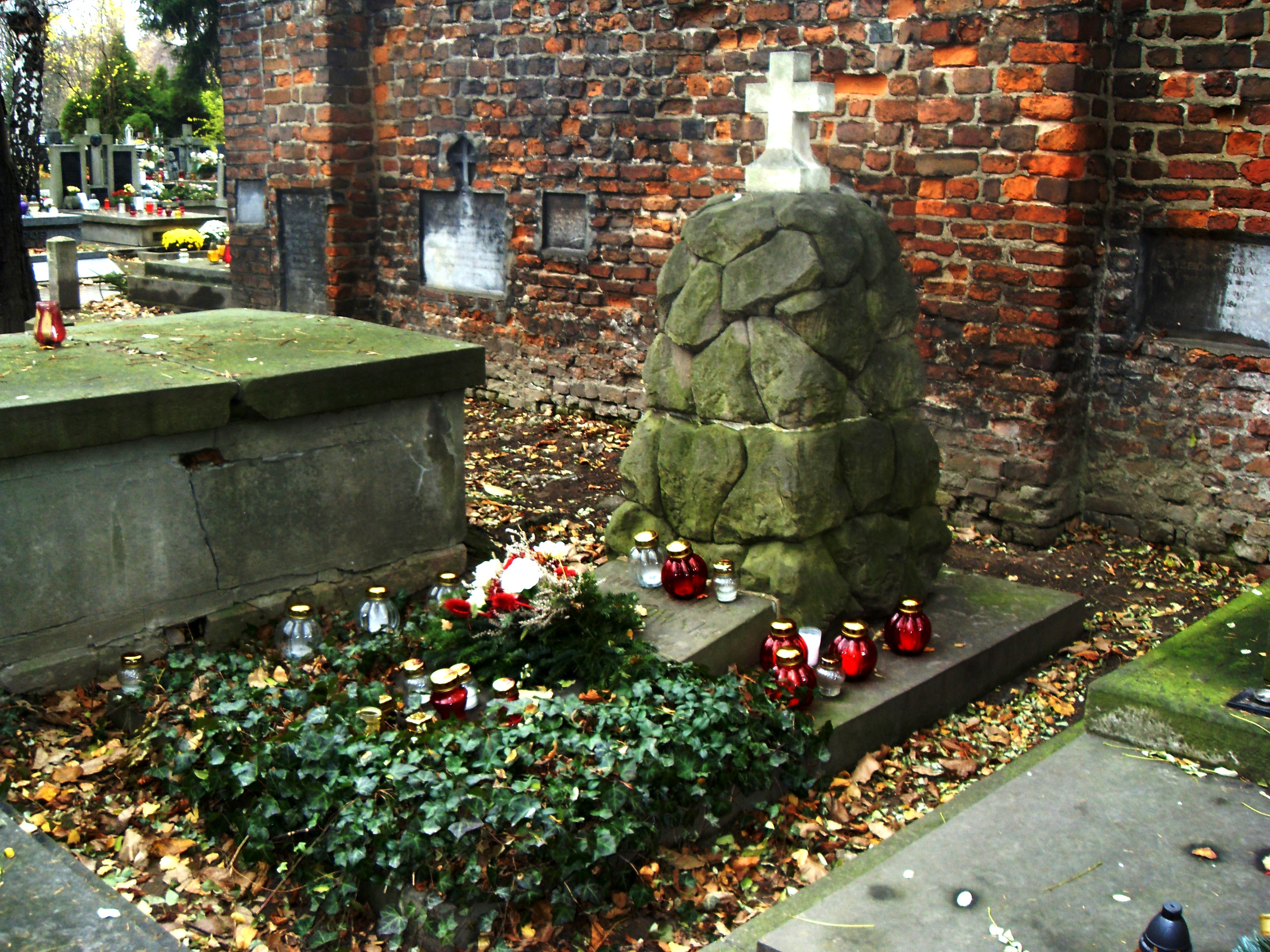
Hrob Apolla Korzeniowského (Rakowický hřbitov, Krakov)
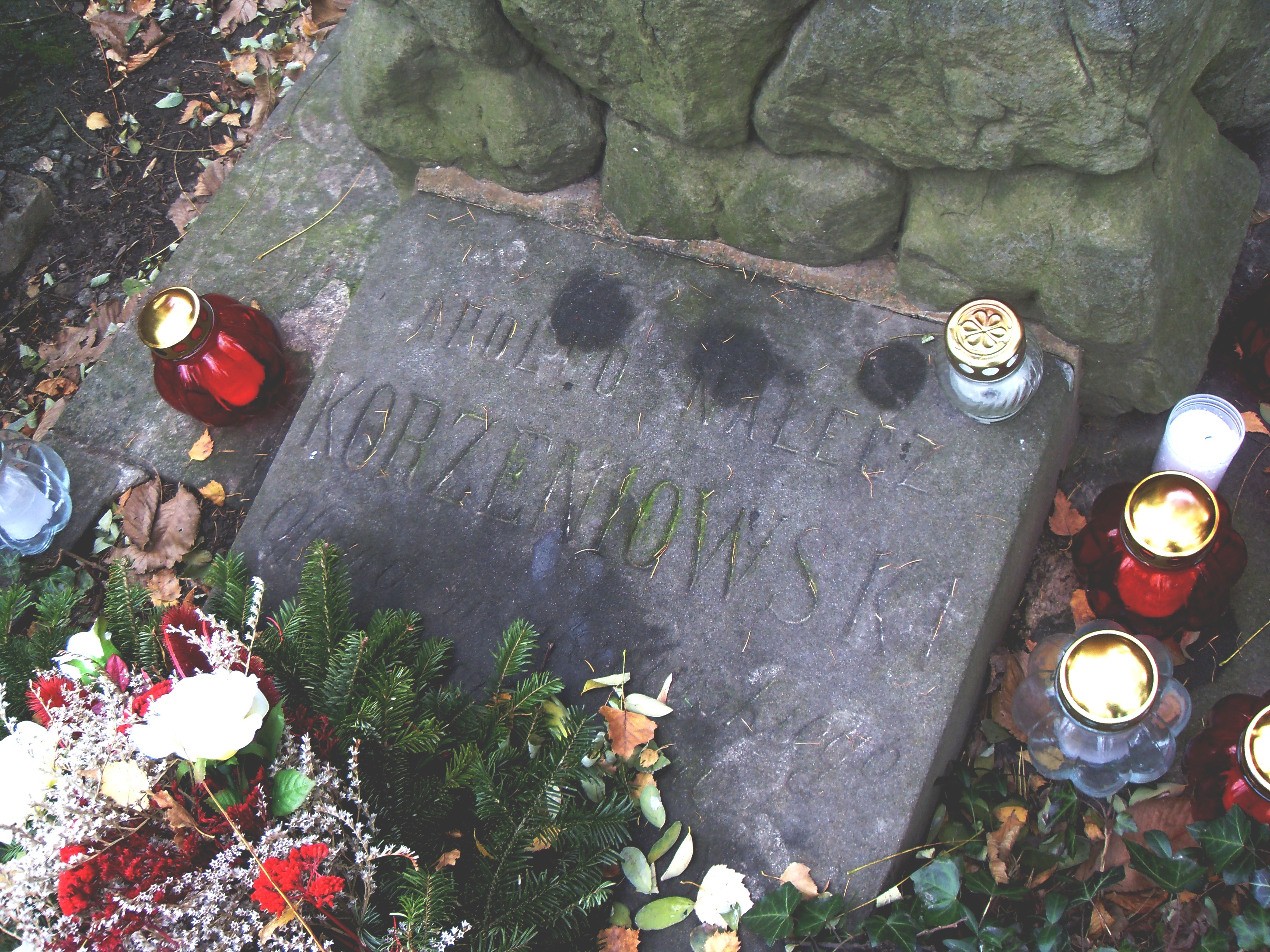
Deska na hrobě Apolla Korzeniowského (Rakowický hřbitov, Krakov)
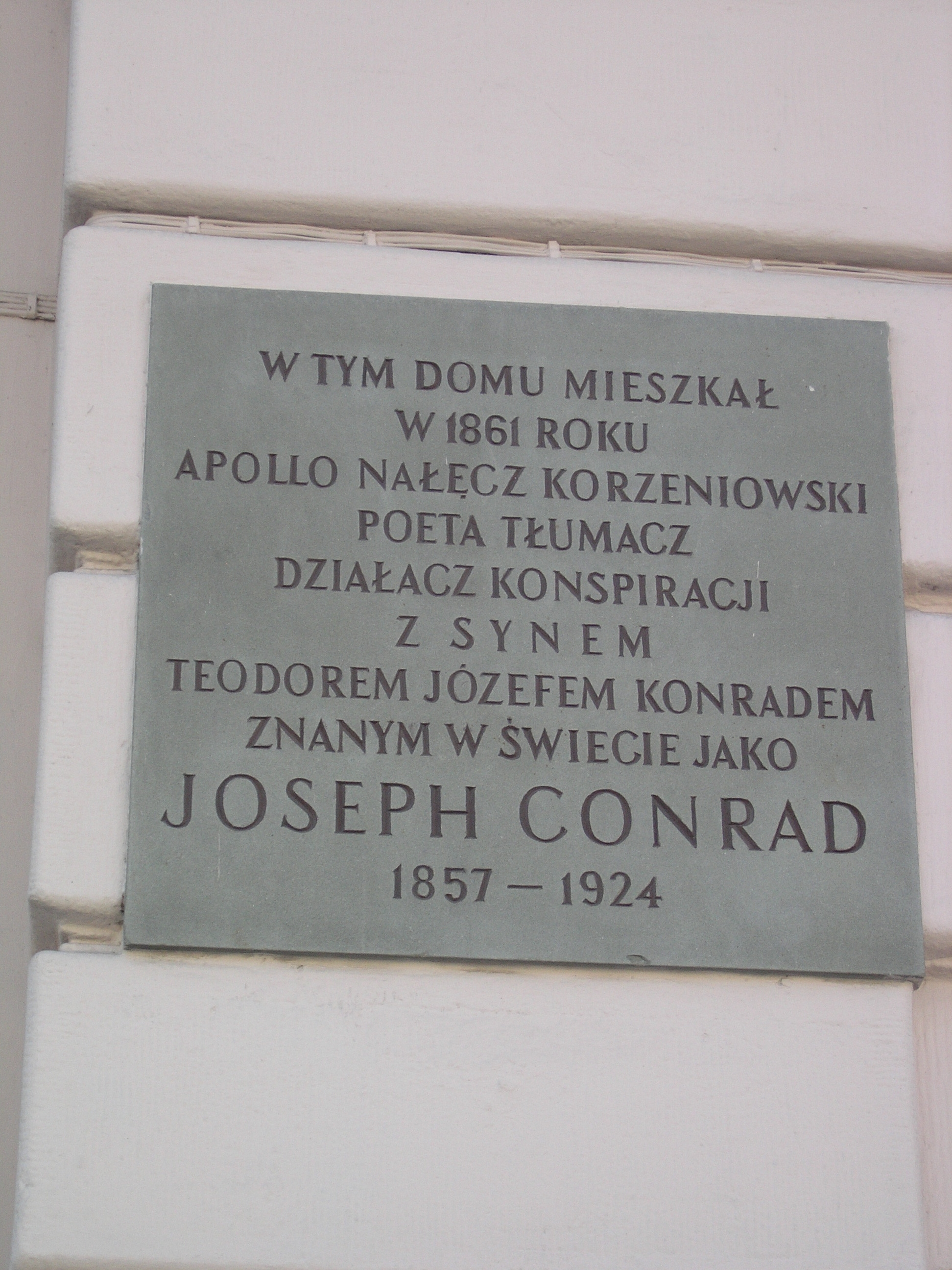
Pamětní deska spisovatele Apolla Korzeniowského a jeho syna Józefa Konrada Korzeniowského (Josepha Conrada) na domě, kde roku 1861 oba bydleli
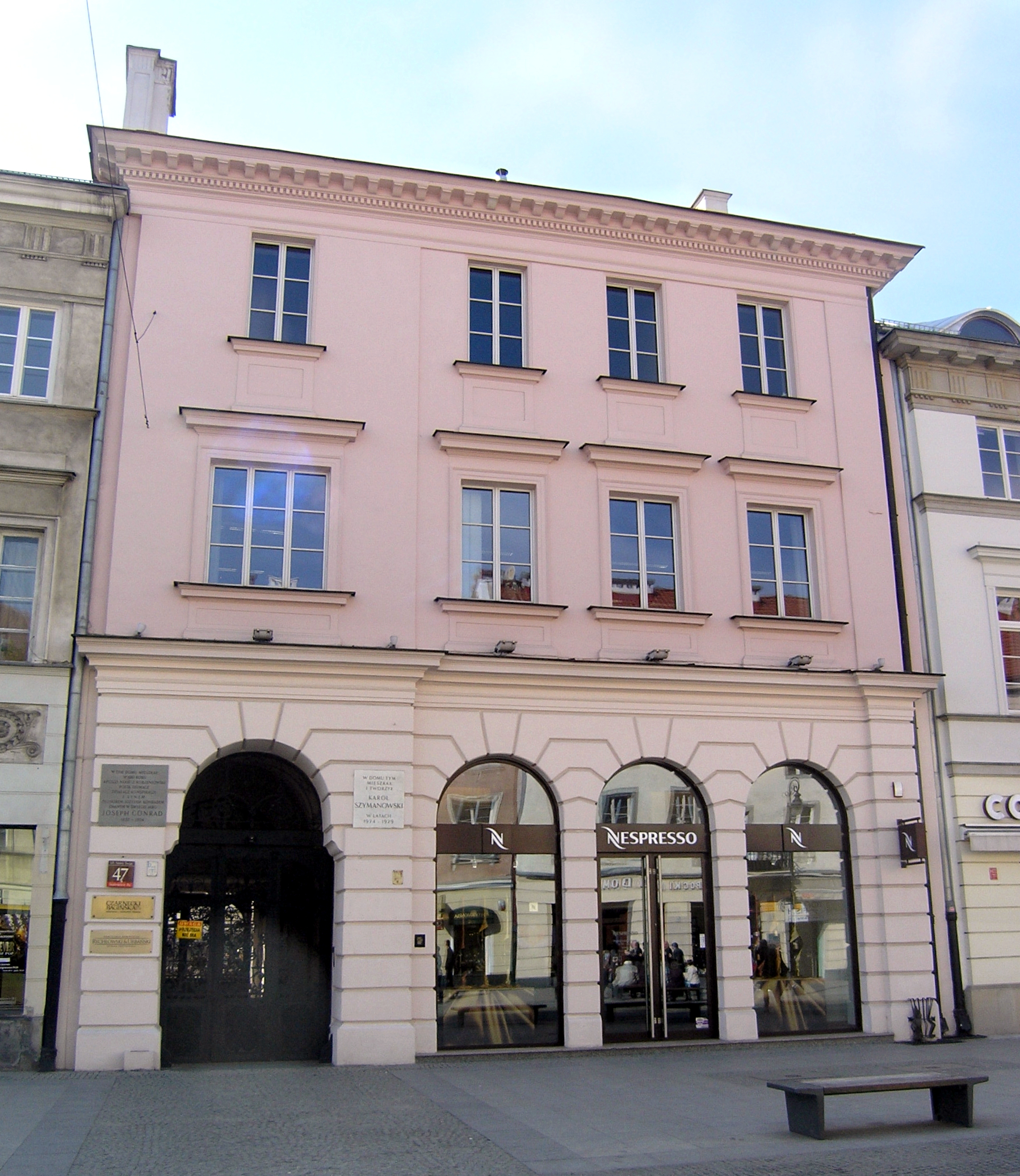
Tentýž dům v ulici Nowy Świat 47 ve Varšavě